# Ron Kind

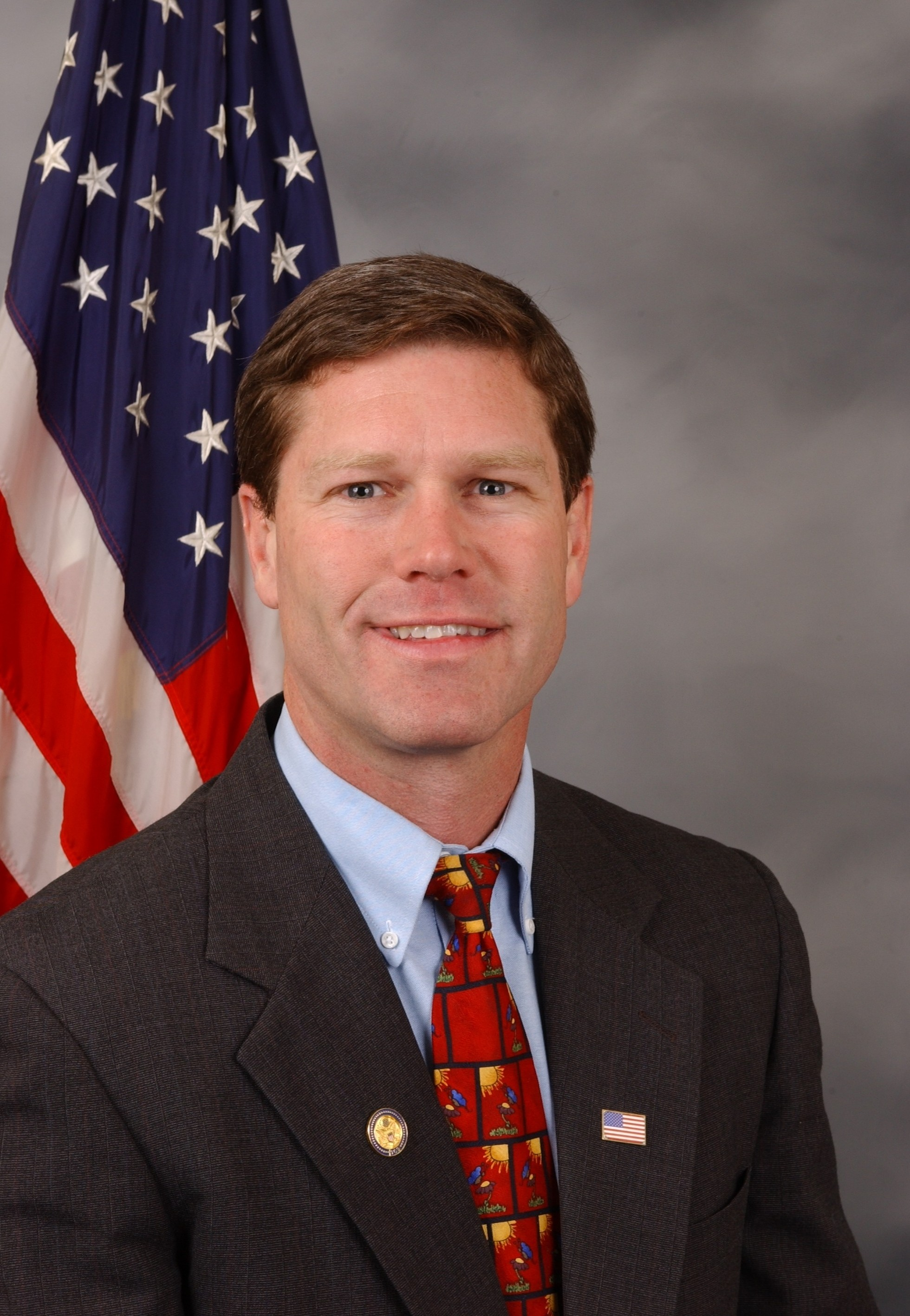
Ron Kind

Ronald James „Ron“ Kind (* 16. März 1963 in La Crosse, Wisconsin) ist ein US-amerikanischer Politiker. Von 1997 bis 2023 vertrat er den Bundesstaat Wisconsin im US-Repräsentantenhaus.

## Werdegang
Ron Kind studierte bis 1985 an der Harvard University und danach ein Jahr lang an der London School of Economics in London. Nach einem anschließenden Jurastudium an der Law School der University of Minnesota und seiner im Jahr 1990 erfolgten Zulassung als Rechtsanwalt begann er in seinem neuen Beruf zu arbeiten. Zwischen 1992 und 1996 fungierte er als Staatsanwalt im La Crosse County.
Politisch schloss sich Kind der Demokratischen Partei an. Bei den Kongresswahlen des Jahres 1996 wurde er im dritten Wahlbezirk von Wisconsin in das US-Repräsentantenhaus in Washington, D.C. gewählt, wo er am 3. Januar 1997 die Nachfolge von Steven Gunderson antrat. Da er bei allen folgenden Wahlen, einschließlich der des Jahres 2020, wiedergewählt wurde, konnte er sein Amt 26 Jahre lang ausüben. Im August 2021 gab Kind bekannt, für keine weitere Amtszeit zu kandidieren. Seine letzte Legislaturperiode lief bis zum 3. Januar 2023. In seine Zeit als Kongressabgeordneter fielen die Terroranschläge am 11. September 2001, der Irakkrieg und der Militäreinsatz in Afghanistan. Er war Mitglied im Committee on Ways and Means und in zwei von dessen Unterausschüssen. Vormals war er auch Mitglied im Committee on Natural Resources. Außerdem gehört er mehreren Congressional Caucuses an. Im Kongress setzte er sich hauptsächlich für soziale Belange und den Umweltschutz ein. Außerdem unterstützte er das Nordamerikanische Freihandelsabkommen (NAFTA). 
Mit seiner Frau Tawni hat Ron Kind zwei Kinder.